# Puente de La Vicaria
El puente de La Vicaria es un puente arco de tablero intermedio situado sobre el río Segura, en su encuentro con el embalse de La Fuensanta, cerca de Yeste, en la provincia de Albacete, España. Forma parte de la carretera que une Yeste con el pueblo de Letur. Su calzada consta de 2 carriles para vehículos y 2 aceras.

## Introducción
El Embalse de La Fuensanta y el rio Segura dividen el término municipal de Yeste y sus aldeas en dos partes. Este es el pueblo principal de una montañosa y aislada comarca en el sur de la provincia de Albacete. El puente permite el acceso directo al pueblo desde el este, evitando bordear todo el embalse y reduciendo el recorrido en 50 minutos.  
El propietario del puente, la Confederación Hidrográfica del Segura, decidió construir un puente emblemático para resolver los problemas de comunicación del pueblo, una vieja reivindicación de sus habitantes desde la construcción de la presa en 1932. De hecho, el puente restablece un antiguo camino cortado por el embalse. Después de un  proyecto previo firmado por cetec, Ferrovial-Agromán fue elegido como constructor y responsable del diseño final.
Ferrovial-Agromán recogió y adaptó el diseño partiendo de las ideas previas, y facilitó una solución completa que incluye un novedoso proceso constructivo.

## Descripción
La estructura es un puente arco con tablero intermedio de 168 m de luz, con vanos de aproximación, ajustada a la forma natural del valle y la anchura del embalse en ese punto. La cimentación de los arcos se realiza sobre roca caliza en ambas laderas, cerca de la cota de máximo nivel de embalse.

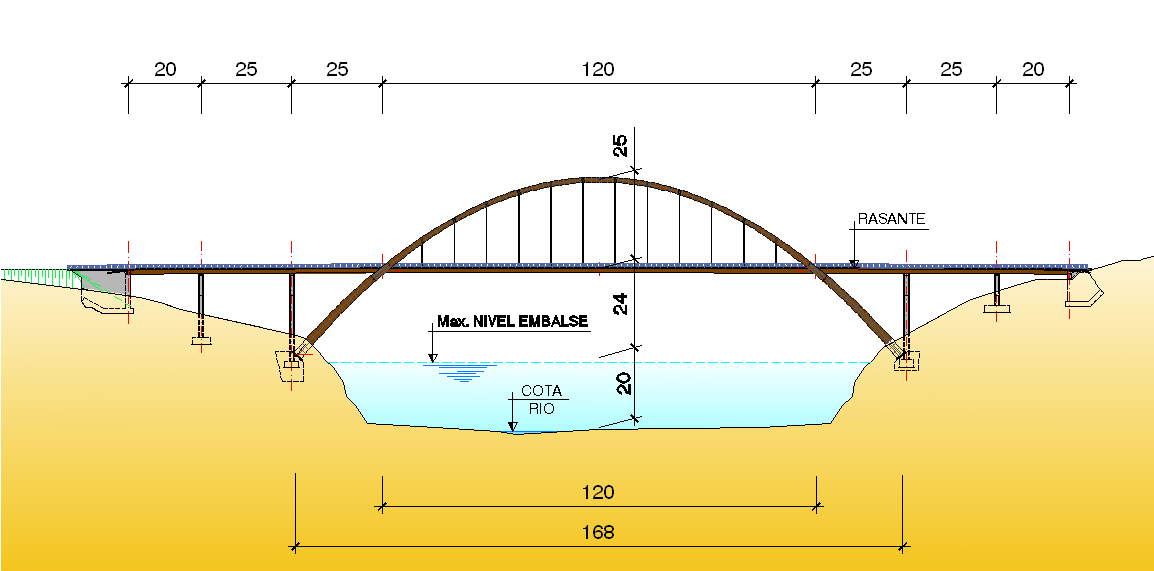

| Arco de La Vicaria              | Parámetros principales |
| ------------------------------- | ---------------------- |
| Longitud total (m)              | 260                    |
| Relación de luces (m)           | (20+25+170+25+20)      |
| Luz / Flecha (arco)             | 3.4                    |
| Luz / Canto (clave del arco)    | 140                    |
| Luz / Canto (Arranque del arco) | 70                     |
| Luz / Canto (tablero)           | 134                    |

### Tablero
El tablero está compuesto de una viga continua mixta, de hormigón y Acero Corten, simplemente apoyada en las pilas con apoyos de neopreno y rígidamente conectada a los arcos en su intersección. Su sección transversal está compuesta de 2 cajones metálicos longitudinales de 1,0 m de canto y arriostradas por vigas en doble T. El tablero está hormigonado in situ sobre prelosas que colaboran con la losa en servicio. 

### Arcos

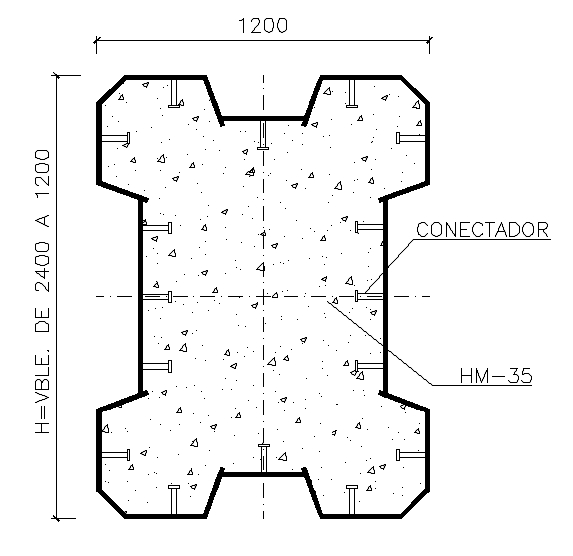
Sección de los arcos.

La luz de los arcos es de 168 m, 120 m de los cuales están sobre el tablero, con una inclinación de 10º hacia el interior del tablero. La flecha es de 49 m, 25 m de ellos sobre el tablero, y están arriostrados entre sí por 6 vigas metálicas de sección exterior similar a la del arco.
Las secciones del arco son tubos cuasi rectangulares, rellenos con hormigón autocompactante, formado 4 chapas plegadas y soldadas en sus extremos. Su anchura es constante a lo largo del arco y su canto varia de 1,2−2,4 m. 
El tablero está conectado al arco por medio de 12 pares de péndolas y en su intersección, a 60 m desde el centro del puente, mediante una riostra de conexión.
Cada arco está empotrado en sus arranques en unos zócalos de hormigón armado (el más pequeño de 6 m x 7m x 5 m), conectados por medio de 28 barras de acero, hasta alcanzar la adecuada superficie de cimentación en la roca. Para evitar transmitir fuerzas transversales al macizo rocoso, debidas a la inclinación de los arcos, los bloques de cimentación de cada margen han sido arriostrados entre sí mediante un tirante de hormigón armado, de forma que equilibren las reacciones de los 2 arcos en cada margen.

### Pilas
Las pilas tienen forma de Y y son de hormigón in-situ. El tablero se conecta a cada pila en una viga transversal que une las 2 vigas longitudinales principales. Esta solución permite resaltar la continuidad del canto del tablero a lo largo del puente y su esbeltez.

## Proceso constructivo

### Estructura metálica

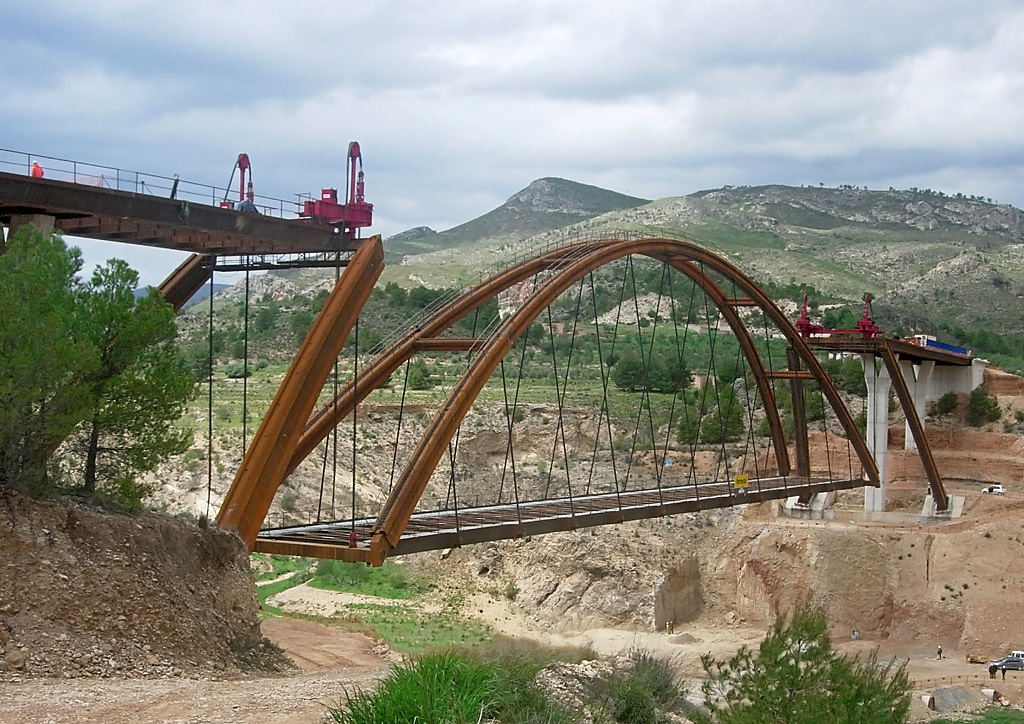
Izado.

La estructura metálica del puente (arcos + tablero) fue dividida en 3 subestructuras metálicas parciales:
Arco atirantado (Bowstring)
Se realizó una plataforma temporal de trabajo en el lecho del embalse donde se montaron apeados los 120 m centrales del tablero metálico. Posteriormente, se establecieron una serie de torres de cimbra coincidentes con la posición de las péndolas. Cada semi-arco fue dividido en 3 tramos de transporte, se colocaron en posición apoyados en las torres, y se unieron entre sí y al tablero en sus extremos. Se desapearon los arcos ya unidos de las torres, se colocaron las péndolas, y se elevó con gatos los extremos del tablero, desapeando las vigas del tablero de sus apoyos intermedios y cargando el arco atirantado (bowstring).
Vanos de acceso y voladizos
La estructura metálica del tablero en los vanos de acceso en cada margen fue montada en el suelo y colocada en posición sobre las pilas usando grúas. Los arranques metálicos de los arcos (desde la cimentación a la intersección con el tablero) fue colocada en su posición en una única operación con grúa (33 m de voladizo) y empotrada en la zapata. Una vez posicionados en voladizo los arranques de cada arco en una margen, fueron unidos en su extremo superior por medio de una riostra (perteneciente también al tablero, en la intersección de los 3 elementos), colocada con grúa. Finalmente, se coloca el tramo completo de tablero metálico desde la pila hasta la riostra del voladizo.
Izado del puente
Una vez las 3 estructuras metálicas parciales han sido construidas (el arco central y los 2 voladizos de las márgenes), el arco bowstring fue izado desde el fondo del embalse hasta su posición final, donde se unieron los 3 trozos de cada arco.
Los muros laterales de los estribos contienen cables pretensados anclados al terreno, que fijan el tablero al estribo (y ambos al terreno), durante el izado del arco. Una vez tesados estos cables, el bowstring de 470 ton (colgado de 4 cables de izado) fue elevado 40m, mediante 4 gatos de izado colocados en cada viga longitudinal del tablero, en una operación de 8 horas.

### Hormigonado
Arcos
Para asegurar el equilibrio de cargas aplicadas al arco durante el hormigonado y posterior curado, los arcos fueron rellenados de hormigón en 2 fases. Cada arco fue dividido en módulos estancos de 5m de longitud, rellenos alternativamente en cada fase con hormigón autocompactante. Al final de cada fase, de una jornada de duración, el hormigón aditivado adecuadamente, comenzaba su fraguado, en una posición de carga antifunicular de los arcos, y sin flechas apreciables en el puente.
Tablero
Una vez el arco mixto ha adquirido una resistencia suficiente, se colocaron las prelosas del tablero, y después del ferrallado, se hormigonó la losa in situ desde el centro hacia el exterior para reducir los esfuerzos y deformaciones durante la construcción.

### Acabados
Después de los trabajos de pavimentación, aceras, pretiles y resto de carga permanente, se instalaron unos amortiguadores y unos topes en los estribos para reducir las deflexiones verticales producidas por la sobrecarga asimétrica en el arco, y permitir deformaciones lentas debidas a las acciones reológicas.
El puente fue acabado en agosto del 2007. A esta fecha presentaba problemas de acceso por carretera al mismo y no ha sido hasta el pasado año 2010 cuando se inició la construcción de una carretera que lo atraviese.

## Galeria de imágenes

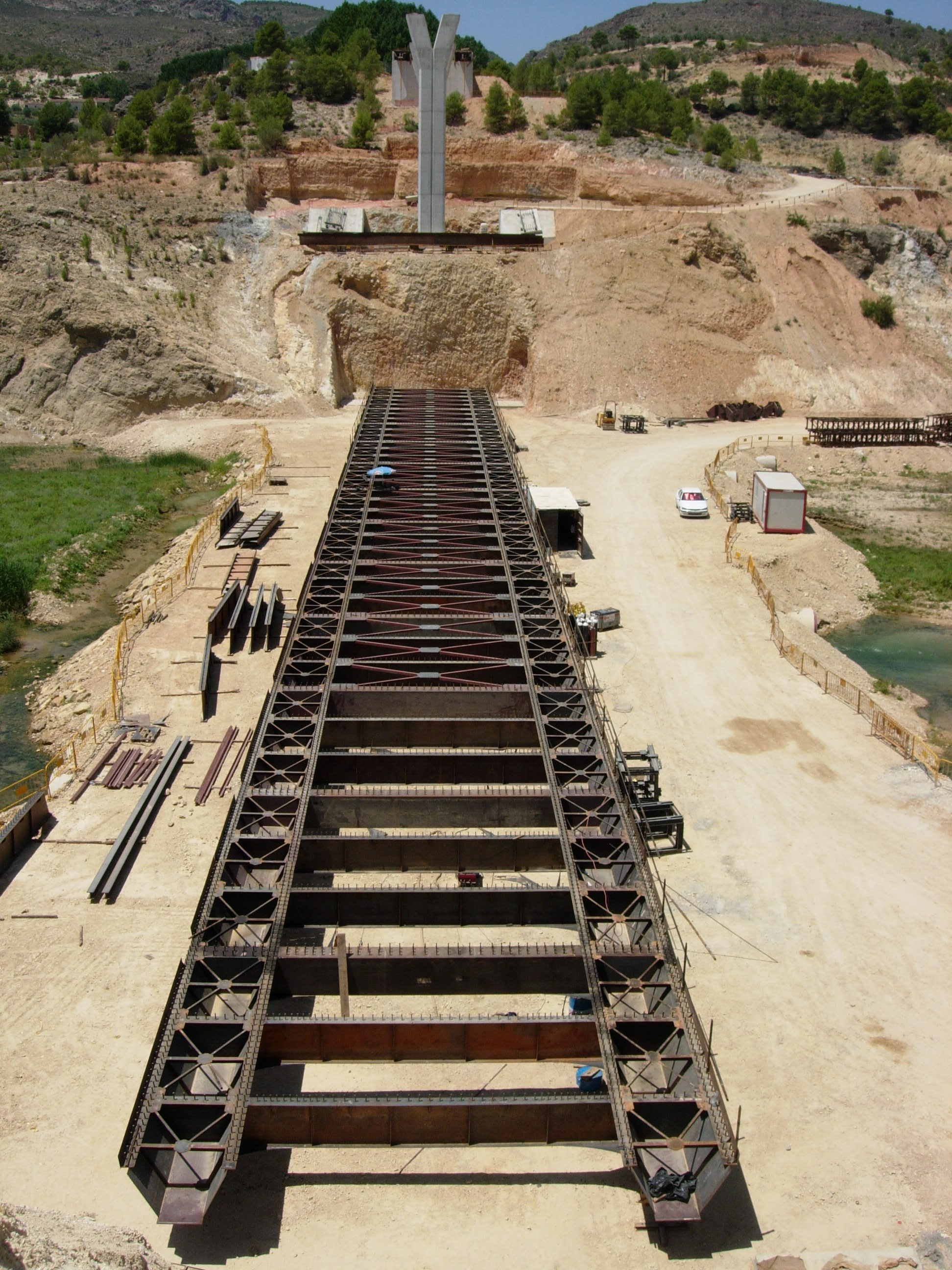
Montaje del bowstring
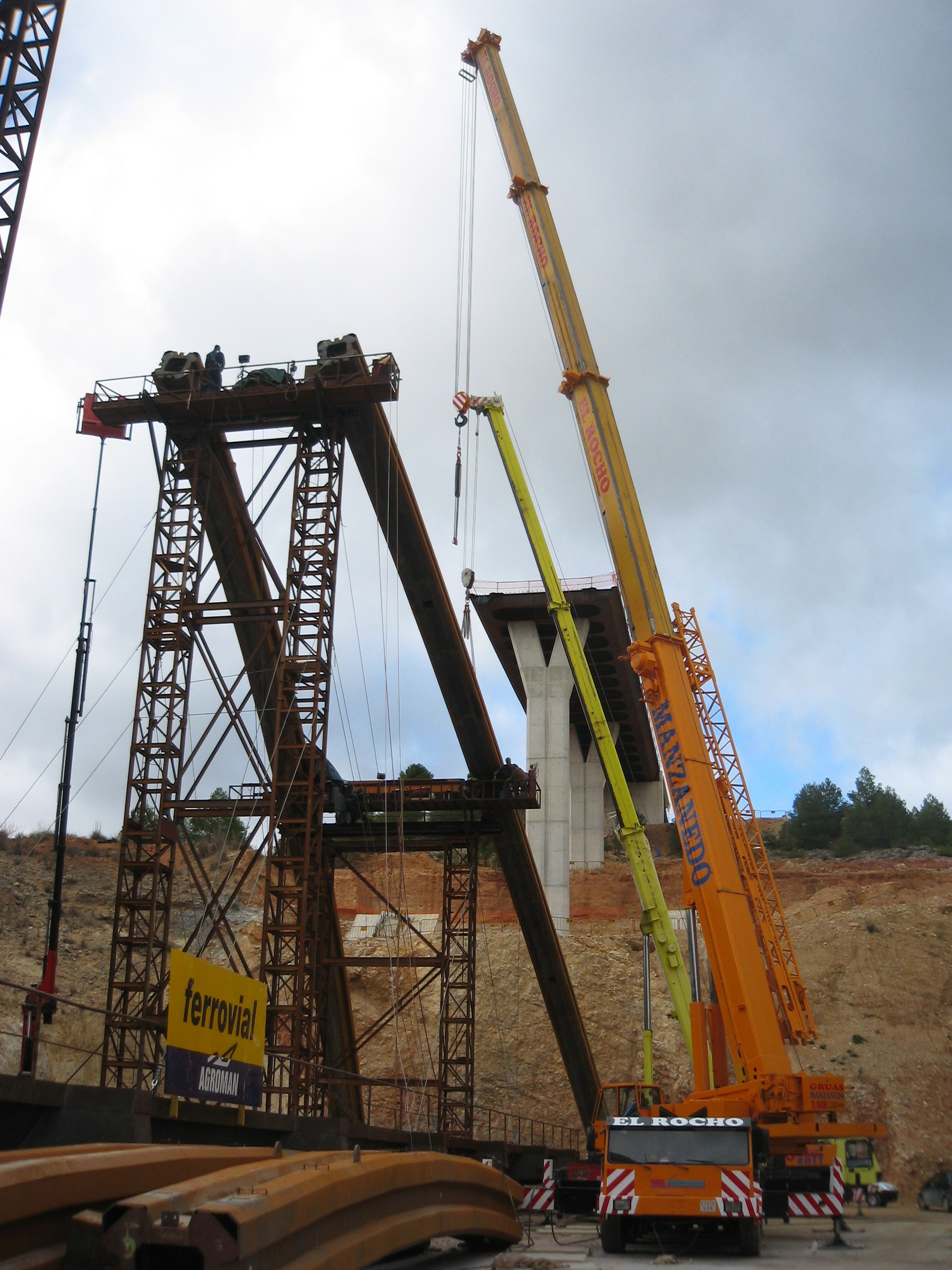
Montaje del arco atirantado
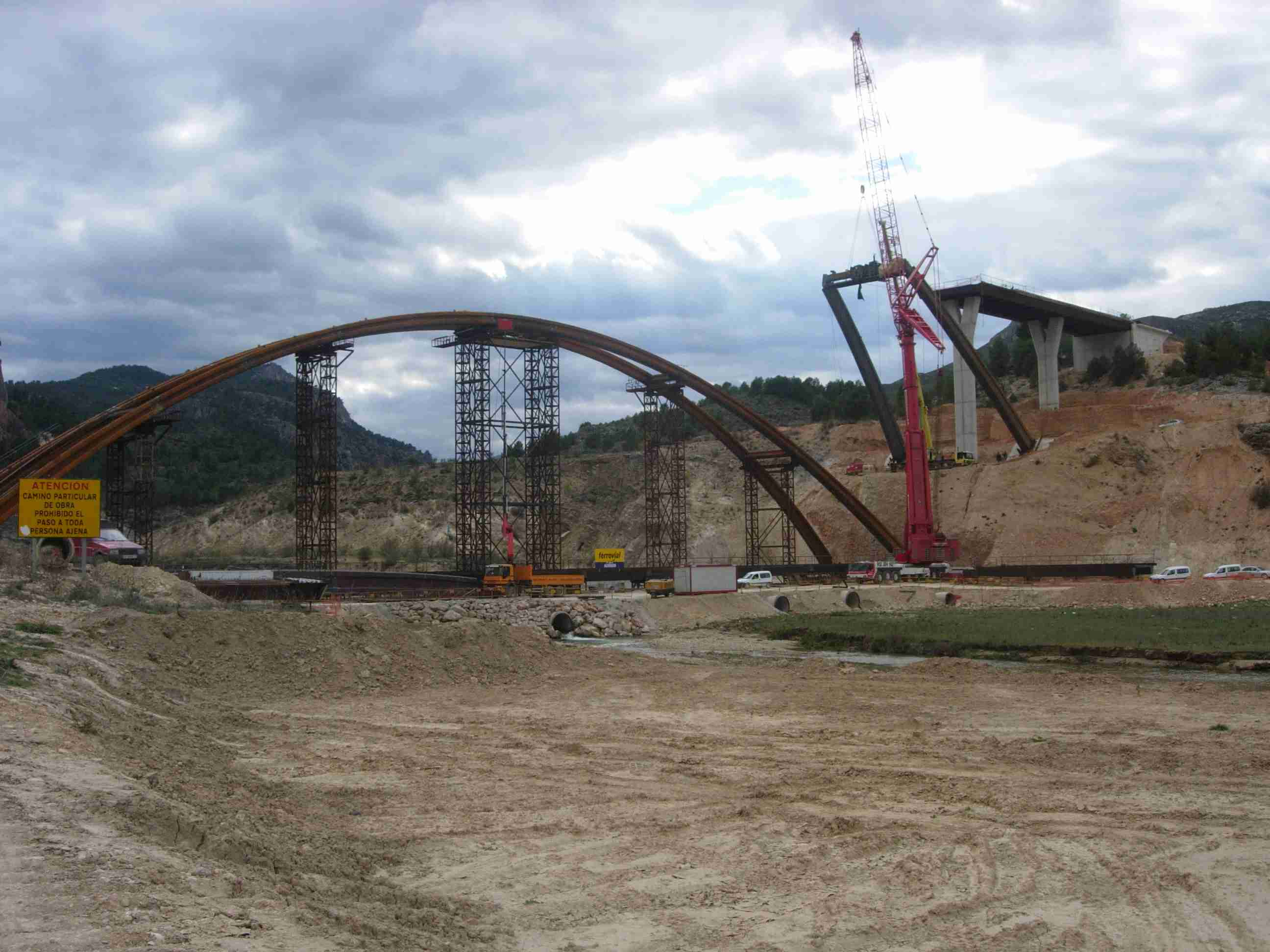
Montaje voladizos de los arcos
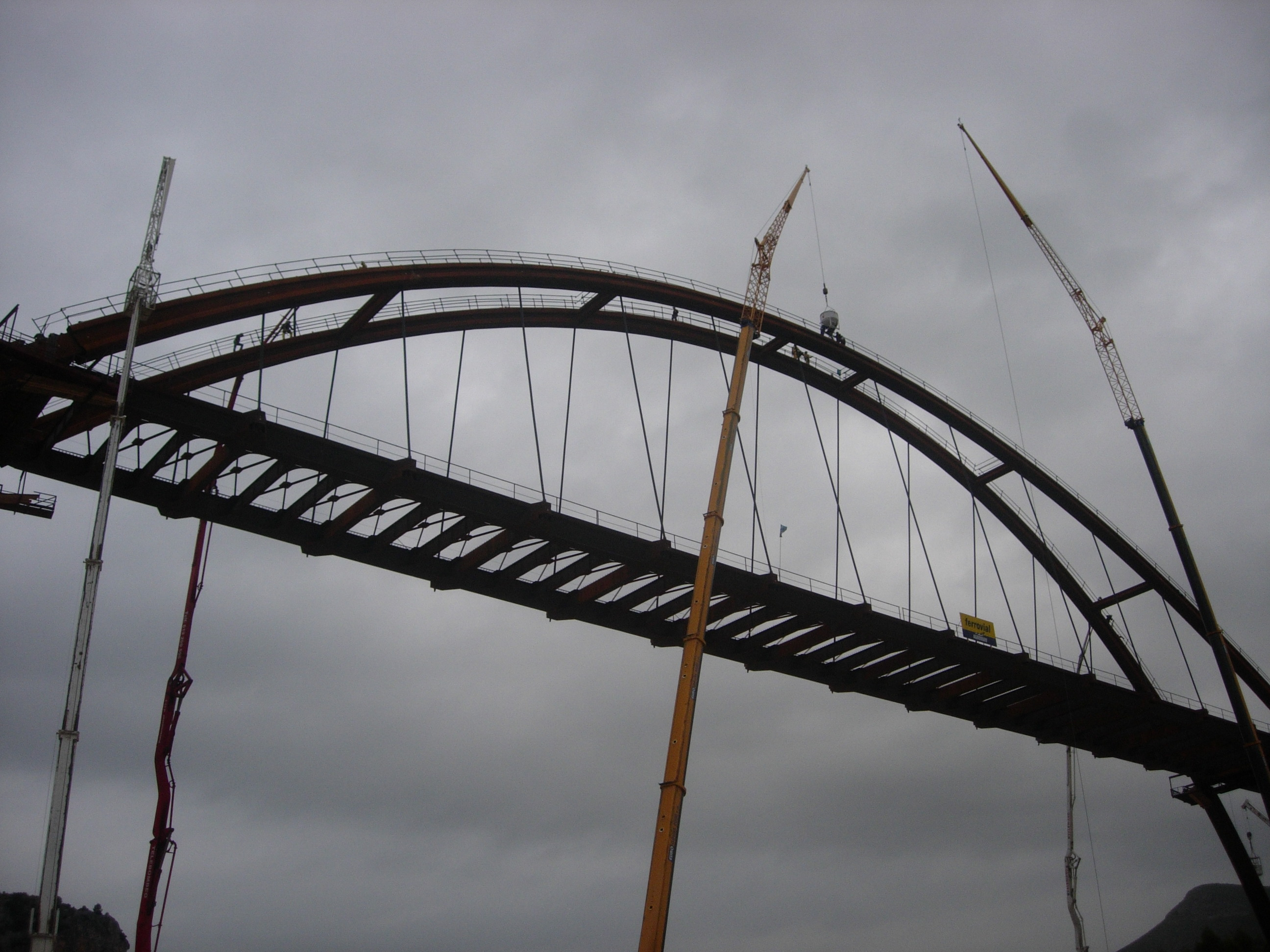
Hormigonado de los arcos
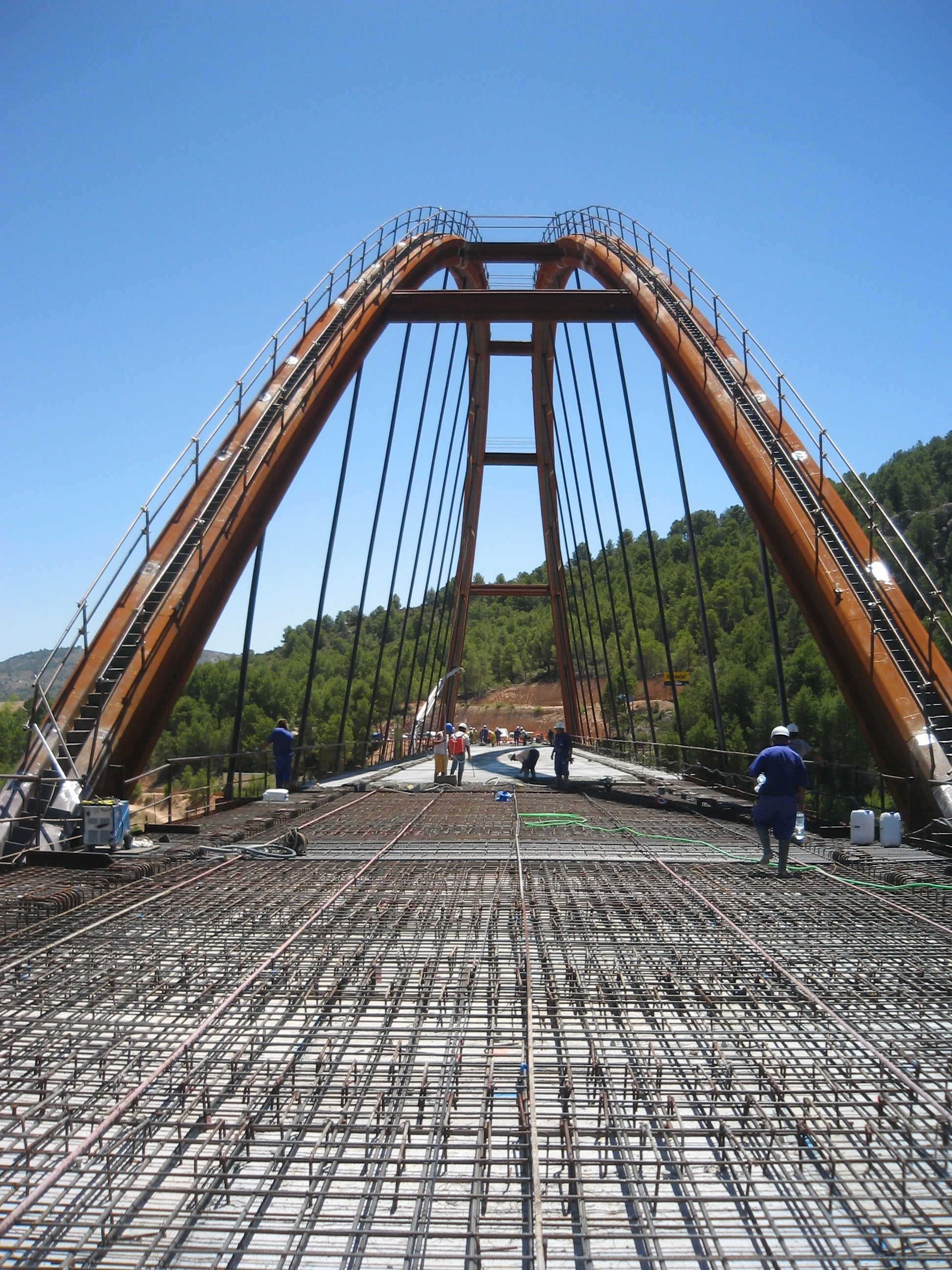
Hormigonado del tablero
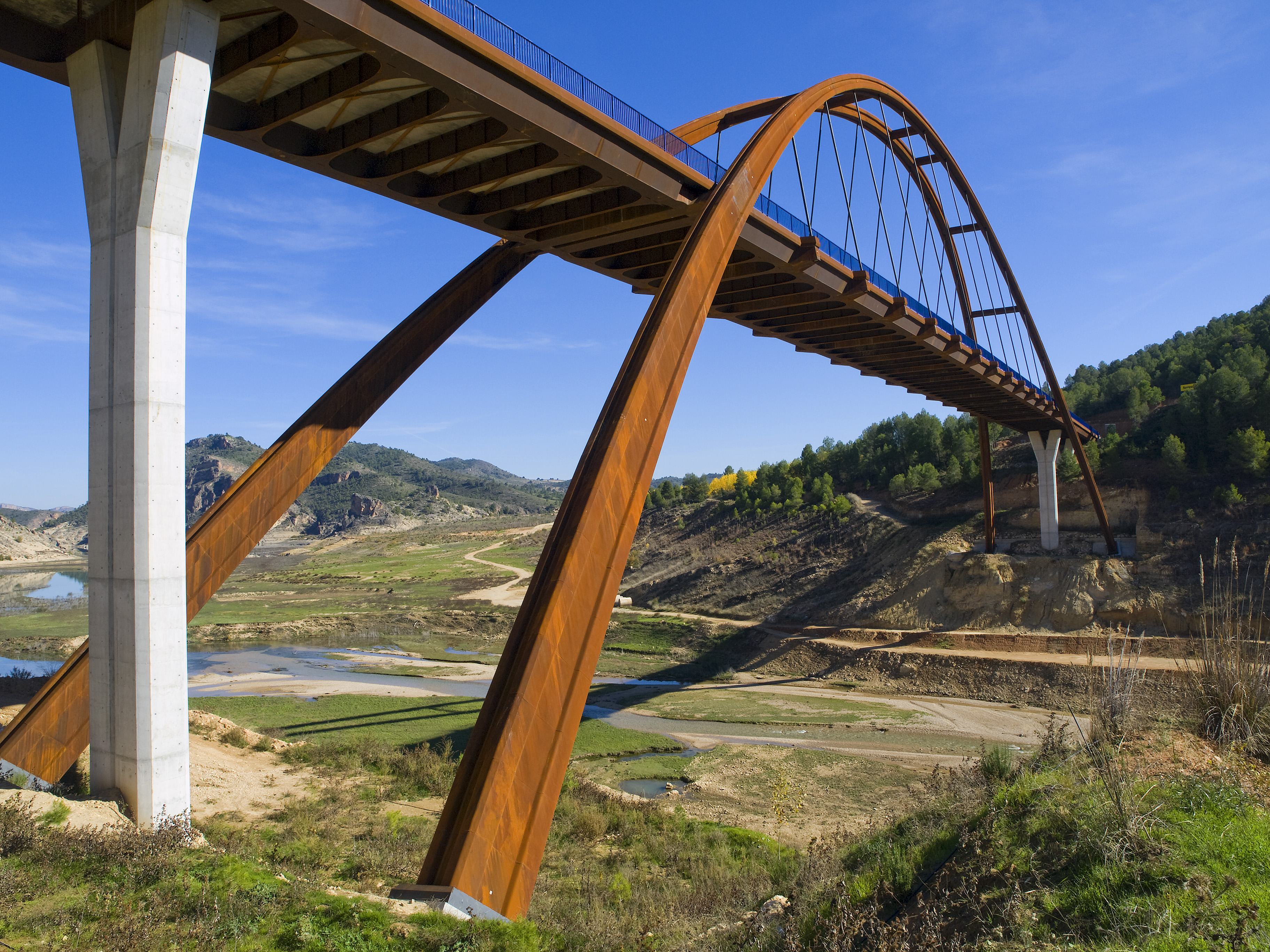
Líneas puente acabado